# Heinrich Joseph Wagner
Heinrich Joseph Wagner (* 10. August 1794 in Fulda; † 24. Juli 1858 ebenda) war ein deutscher Jurist und Mitglied der Kurhessischen Ständeversammlung.

## Leben
Heinrich Joseph Wagner war nach seinem Studium der Rechtswissenschaften als Landgerichtsrat am Landgericht Fulda tätig, als er in den Jahren 1843, 1845 und 1847 für den Wahlkreis Hünfeld ein Mandat für die Kurhessische Ständeversammlung hatte. Diese wurde nach den Unruhen im Jahre 1830 zum Zweck der Beratung und Verabschiedung einer Verfassung gebildet und hatte bis 1866 Bestand, als das Land Hessen durch Preußen annektiert wurde.
Im März 1848 legte Wagner sein Mandat nieder.